# Daramus obscurus
Daramus obscurus är en skalbaggsart som först beskrevs av Maurice Pic 1942.  Daramus obscurus ingår i släktet Daramus och familjen långhorningar.
Artens utbredningsområde är Senegal. Inga underarter finns listade i Catalogue of Life.